# Édes János
Édes János (Litér, 1809. március 3. – Zádorfalva, 1846. november 7.) református lelkész, költő.

## Élete
Édes Gergely fia, Édes Albert öccse volt. Négyéves korában héberül és görögül olvasott; 13 éves korában Losoncon aláírt az iskolai törvényeknek (subscribált), azaz a bölcseleti osztályokba lépett. A gimnáziumot Pápán kezdte, honnan Márton István méltatlan bánásmódja Albert bátyjával együtt elűzte; emez Sárospatakra, ő pedig Losoncra távozott és a teológiát Sárospatakon végezte. Lelkészkedett Zsarnón, Imolán és végre Zádorfalván.

## Munkái
Édes János egyházi beszédei. 1844. Miskolcz. (Ism. Mitrovics Gyula, Egyházi szónoklattan 143. l.)
Czikkei: Ez-két szó a magyar nyelv ügyében (Tud. Gyűjtemény 1834), Önszeretet, öngyűlölet (Uo. 1835.), Uti képek (Társalkodó 1839.); ő is verselgetett és Abafi Lajos mutatványul közöl is egy verset tőle a Figyelőben (XVIII.)